# مزرعه امیرآباد (شاهرود)
مزرعه امیرآباد یک منطقهٔ مسکونی در ایران است که در دهستان حومه (شاهرود) واقع شده‌است. مزرعه امیرآباد ۸۱ نفر جمعیت دارد.